# Gustav Holst
Gustav Theodore Holst (rođen Gustavus Theodore von Holst; Cheltenham, 21. rujna 1874. – London, 25. svibnja 1934.) bio je engleski skladatelj, aranžer i učitelj. Najpoznatiji po svojoj orkestralnoj suiti Planeti, skladao je velik broj drugih glazbenih uradaka unutar različitih glazbenih žanrova, iako niti jedan nije dostigao usporediv uspjeh. Njegov svojstven stil skladanja proizvod je mnogih uzora, od kojih su u njegovom razvoju najbitniji bili skladatelji Richard Wagner i Richard Strauss. Naknadna inspiracija od strane engleske folklorne glazbe iz ranog dvadesetog stoljeća te popularnost modernih skladatelja kao što je Maurice Ravel nagnalo je Holsta na razvoj i usavršavanje vlastitog individualnog stila.
U prethodne tri generacije Holstove obitelji postojali su profesionalni glazbenici, te je bilo očito od njegove rane dobi kako će i on nastaviti isti put. Želio je postati pijanist, ali ga je u takvim željama omeo neuritis u desnoj ruci. Unatoč očevom oklijevanju, započeo je karijeru kao skladatelj, studirajući na fakultetu Royal College of Music; profesor mu je bio Charles Villiers Stanford. Zbog nemogućnosti vlastitog uzdržavanja samo uz pomoć svojih skladbi, počeo je profesionalno svirati trombon te je kasnije postao i učitelj - i to odličan, po riječima svojeg kolege Ralpha Vaughana Williamsa. Uz ostale nastavne djelatnosti izgradio je čvrstu tradiciju nastupa na Morley Collegeu, gdje je radio kao glazbeni direktor od 1907. do 1924., te je uveo glazbeno obrazovanje za žene u školi St Paul's Girls' School, gdje je predavao od 1905. do svoje smrti 1934. godine, podižući standarde i tako polažući temelje za nekoliko profesionalnih glazbenika. Bio je osnivač niza glazbenih festivala koji su se održavali na blagdan Duhova, trajući od 1916. do kraja njegova života. Holstovi radovi bili su često izvođeni u ranim godinama dvadesetog stoljeća, no postao je popularna osoba tek nakon svjetskog uspjeha Planeta u godinama koje su uslijedile nakon Prvog svjetskog rata. Budući da je bio povučena osoba, nije prigrlio slavu te je radije želio biti na miru kako bi skladao i podučavao.
U svojim je kasnijim godinama njegov beskompromisni osobni stil skladanja pogodio mnogo ljubitelja glazbe koji su smatrali da je postao previše strog, te je njegova kratka popularnost opala. Unatoč tome, bio je bitan uzor nekolicini mlađih britanskih skladatelja kao što su Edmund Rubbra, Michael Tippett i Benjamin Britten. Osim Planeta i šačice drugih radova, njegova je glazba uglavnom bila zaboravljena do osamdesetih godina prošlog stoljeća, kada su snimci većine njegovih radova postali dostupni.